# الحزب الوطني للمرأة

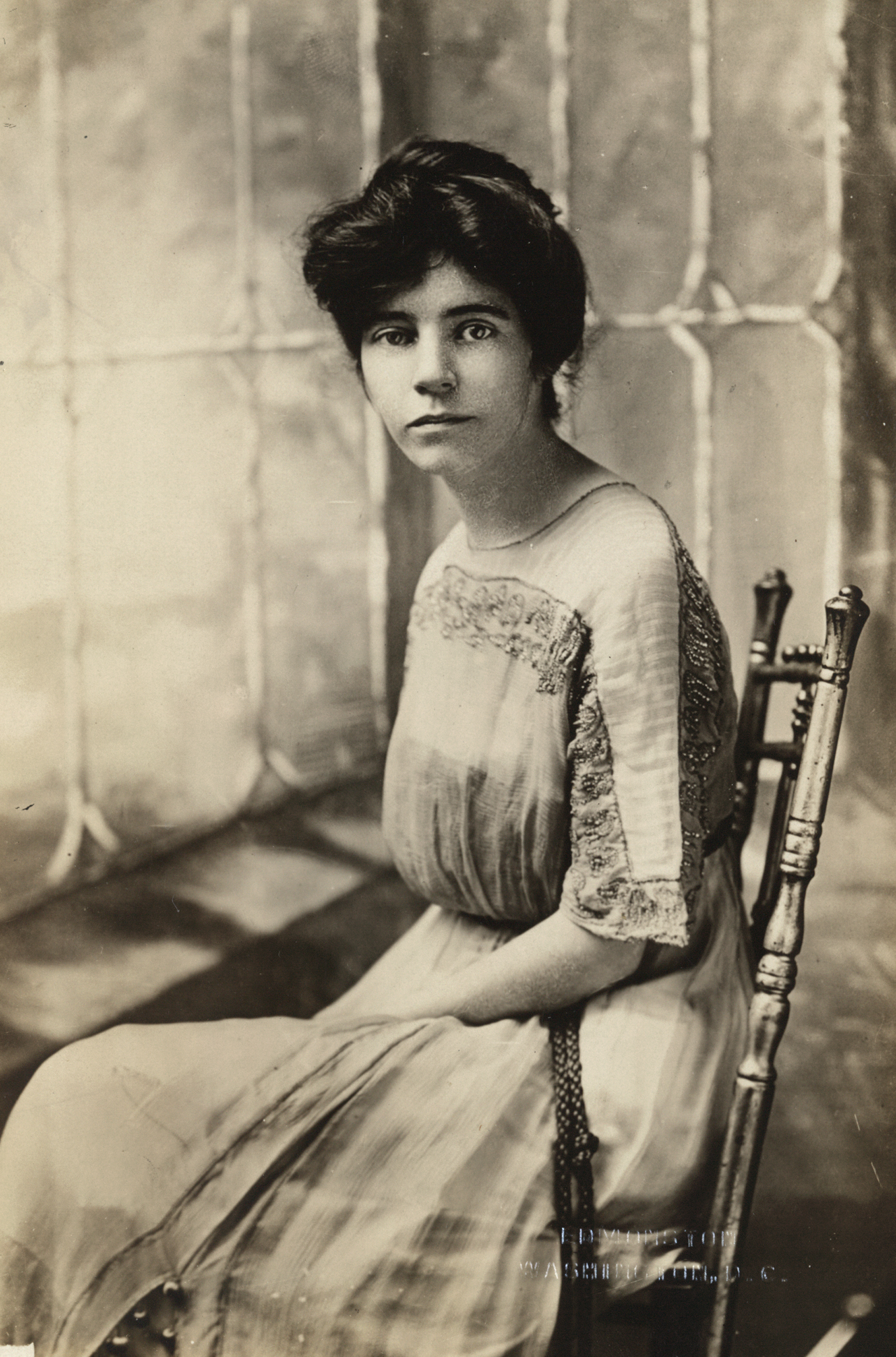
أليس بول.

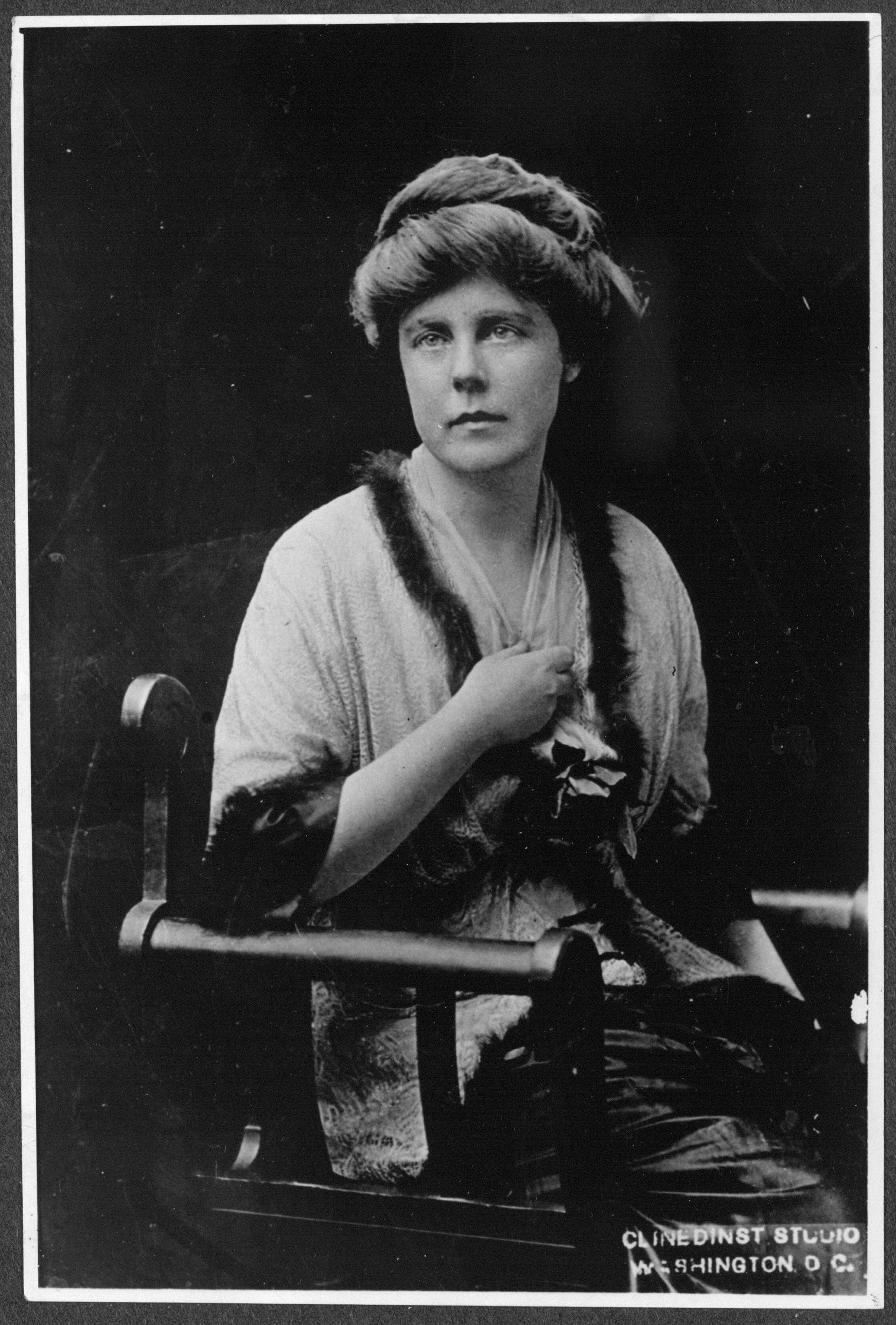
لوسي بيرنز.

الحزب الوطني للمرأة (بالإنجليزية:National Woman's Party) منظمة نسائية أمريكية تأسست عام 1916 من قبل أليس بول[ ؟ ] ولوسي بيرنز من أجل المطالبة بمنح المرأة حق التصويت، وتجاهل كل القضايا الأخرى.

## معرض صور

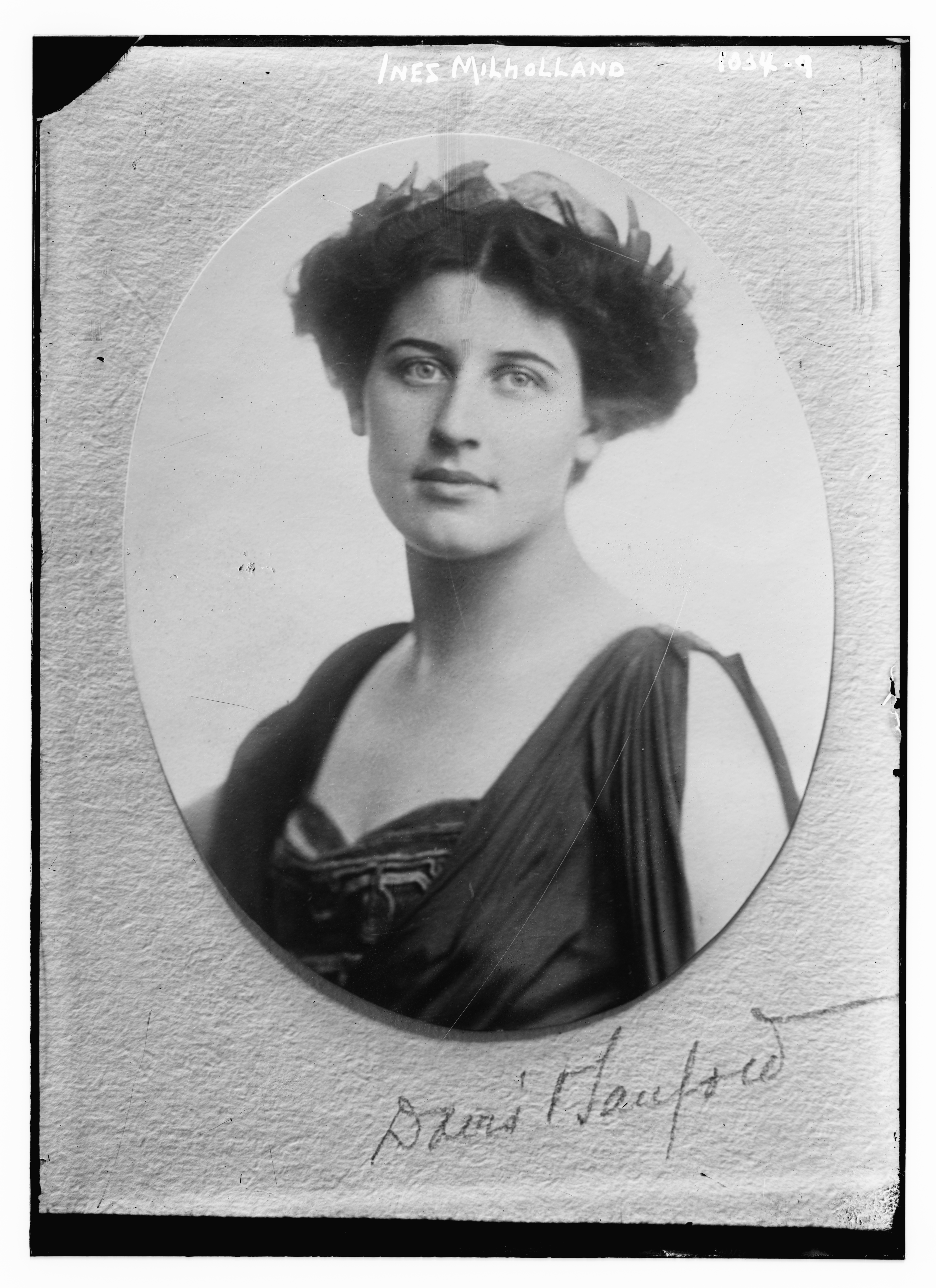
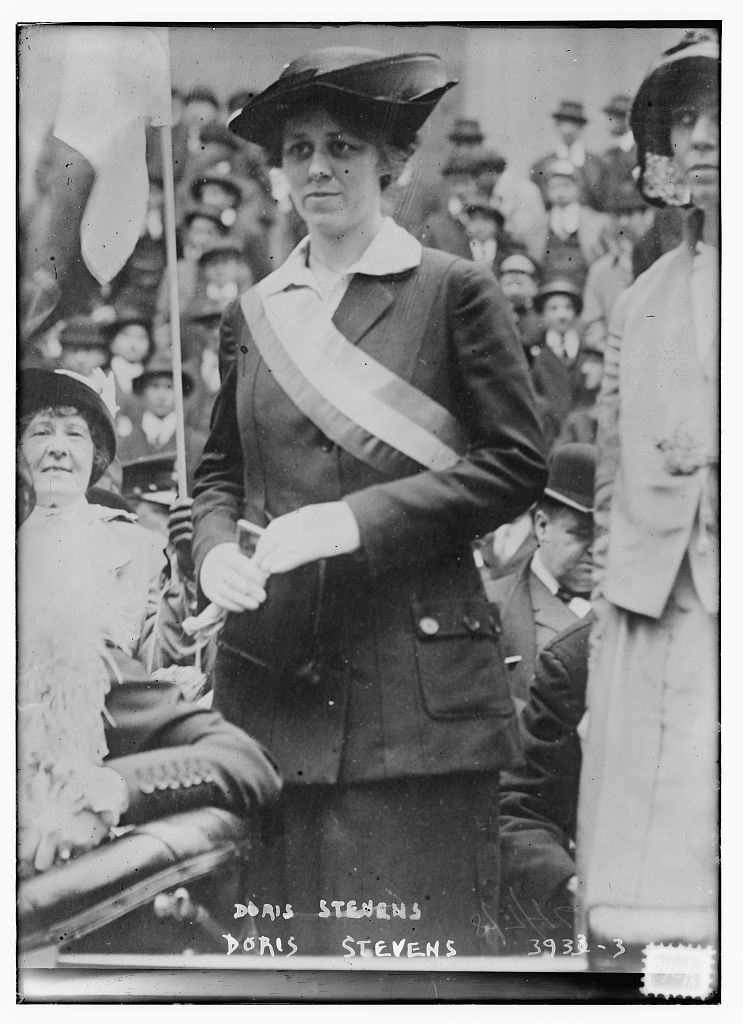
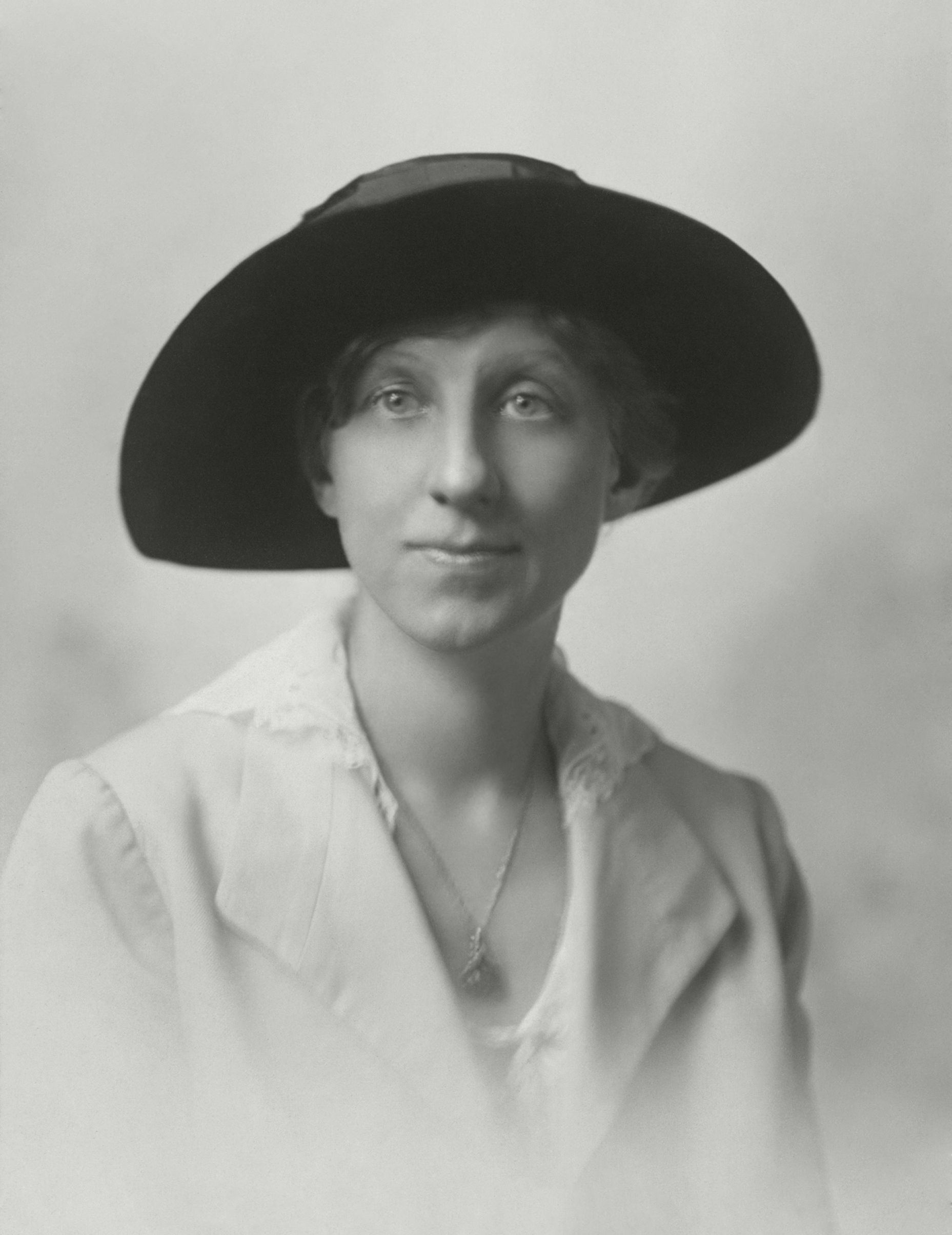
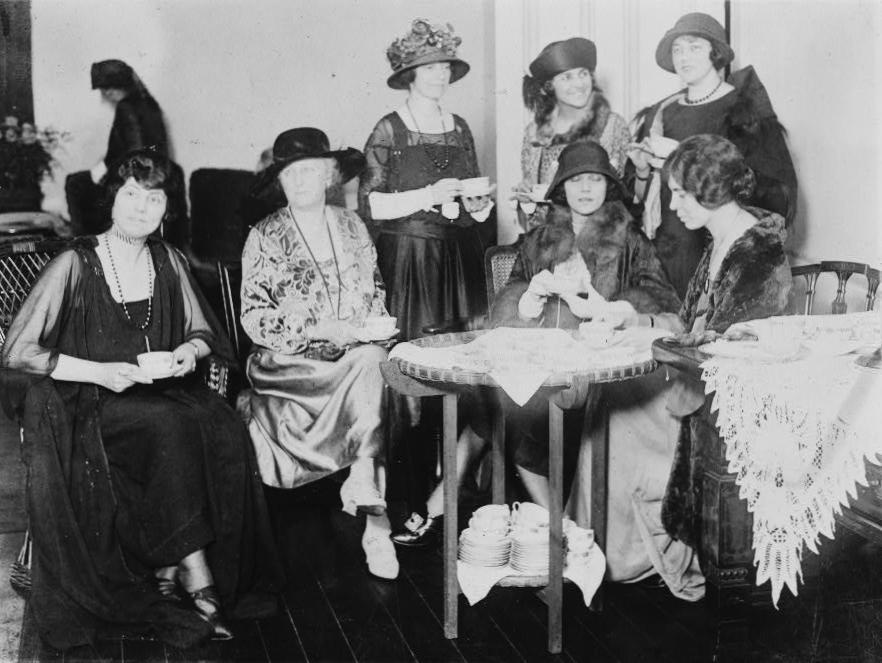
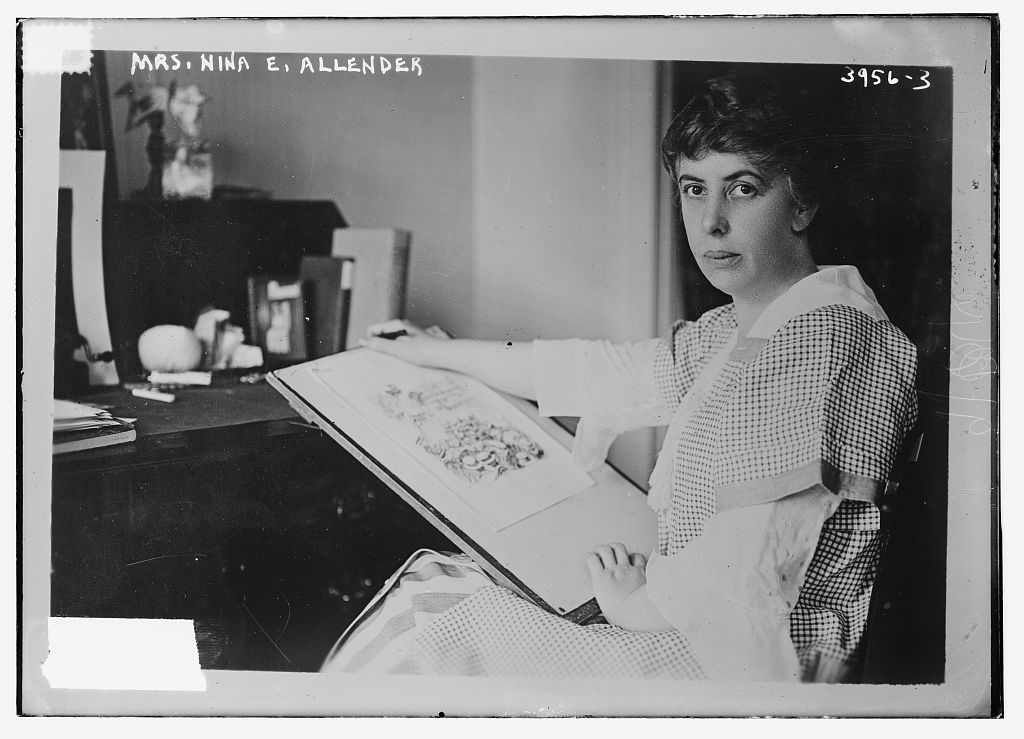